# Yunnan
Yunnan (simplificeret kinesisk: 云南, traditionel kinesisk: 雲南, pinyin: Yúnnán) er en provins i Folkerepublikken Kina beliggende i den sydvestlige ende af landet. Navnet, Yunnan, betyder bogstaveligt talt syd for skyen.
Bjerge dækker over 80 % af området.
Ailaobjergene ligger i provinsen.

## Administrative enheder
Yunnan er inddelt i 16 enheder på præfekturniveau (8 bypræfekturer og 8 autonome præfekturer).
| Kort | Kort                                  | Kort                  | Kort                              | Kort                   | Kort               | Kort | Kort |
| ---- | ------------------------------------- | --------------------- | --------------------------------- | ---------------------- | ------------------ | ---- | ---- |
|      |                                       |                       |                                   |                        |                    |      |      |
| #    | Navn                                  | Hanzi                 | Hanyu Pinyin                      | Administrativt centrum | Type               |      |      |
| 1    | Kunming                               | 昆明市                | Kūnmíng Shì                       | Panlong                | Bypræfektur        |      |      |
| 2    | Qujing                                | 曲靖市                | Qǔjìng Shì                        | Qilin                  | Bypræfektur        |      |      |
| 3    | Yuxi                                  | 玉溪市                | Yùxī Shì                          | Hongta                 | Bypræfektur        |      |      |
| 4    | Baoshan                               | 保山市                | Bǎoshān Shì                       | Longyang               | Bypræfektur        |      |      |
| 5    | Zhaotong                              | 昭通市                | Zhāotōng Shì                      | Zhaoyang               | Bypræfektur        |      |      |
| 6    | Lijiang                               | 丽江市                | Lìjiāng Shì                       | Gucheng                | Bypræfektur        |      |      |
| 7    | Pu'er                                 | 普洱市                | Pǔ'ěr Shì                         | Simao                  | Bypræfektur        |      |      |
| 8    | Lincang                               | 临沧市                | Líncāng Shì                       | Linxiang               | Bypræfektur        |      |      |
| 9    | Dehong (For daiene og jingpoerne)     | 德宏傣族 景颇族自治州 | Déhóng Dǎizú Jǐngpōzú Zìzhìzhōu   | Luxi                   | Autonomt præfektur |      |      |
| 10   | Nujiang (For lisuene)                 | 怒江傈僳族 自治州     | Nùjiāng Lìsùzú Zìzhìzhōu          | Lushui                 | Autonomt præfektur |      |      |
| 11   | Dêqên (For Tibetanere)                | 迪庆藏族 自治州       | Díqìng Zàngzú Zìzhìzhōu           | Shangri-La             | Autonomt præfektur |      |      |
| 12   | Dali (For baifolk)                    | 大理白族 自治州       | Dàlǐ Báizú Zìzhìzhōu              | Dali                   | Autonomt præfektur |      |      |
| 13   | Chuxiong (For yierne)                 | 楚雄彝族 自治州       | Chǔxióng Yízú Zìzhìzhōu           | Chuxiong               | Autonomt præfektur |      |      |
| 14   | Honghe (For haniene og yifolk)        | 红河哈尼族 彝族自治州 | Hónghé Hānízú Yízú Zìzhìzhōu      | Mengzi                 | Autonomt præfektur |      |      |
| 15   | Wenshan (For zhuangene og miaofolket) | 文山壮族 苗族自治州   | Wénshān Zhuàngzú Miáozú Zìzhìzhōu | Wenshan                | Autonomt præfektur |      |      |
| 16   | Xishuangbanna (For daifolket          | 西双版纳傣族 自治州   | Xīshuāngbǎnnà Dǎizú Zìzhìzhōu     | Jinghong               | Autonomt præfektur |      |      |

Disse 16 enheder på præfekturniveau er inddelt i 129 enheder på amtsniveau (12 distrikter, 9 byamter, 79 amter og 29 autonome amter).
Disse er igen inddelt i 1455 enheder på kommuneniveau (567 bykommuner (towns), 677 kommuner (townships), 155 etniske kommuner (ethnic townships) og 56 subdistrikter).

## Myndigheder
Den regionale leder i Kinas kommunistiske parti er Ruan Chengfa. Guvernør er Wang Yubo, pr. 2021.